# 梅多拉戈
梅多拉戈（義大利語：Medolago），是意大利贝加莫省的一个市镇。总面积3平方公里，人口2347人，人口密度782.3人/平方公里（2009年）。国家统计（ISTAT）代码为016250。